# 4404-es mellékút (Magyarország)
A 4404-es számú mellékút egy bő 33 kilométer hosszú, négy számjegyű országos közút Békés vármegyében; Szarvast köti össze Nagyszénással és Orosházával.

## Nyomvonala
Szarvas lakott területén, a város délkeleti részén ágazik ki a 4401-es útból, annak 800-as méterszelvénye táján. Kelet-délkelet felé indul, Gárdonyi Géza utca néven, majd az első kilométerét elhagyva délnek fordul és az Orosházi út nevet veszi fel. Kevéssel ezután kilép a lakott területek közül, innen hosszú szakaszon külterületek között folytatódik, kisebb-nagyobb irányváltásaitól függően hol déli, hol inkább délkeleti irányban.
5,8 kilométer után, felüljárón, csomópont nélkül keresztezi az M44-es autóutat, majd fél kilométerrel ezután átlépi Csabacsűd határát. Lakott területeket nemigen érint, a községbe csak a 4417-es úton lehet innen eljutni, ami a 9. kilométer után torkollik bele az útba északkelet felől, mintegy 4,5 kilométer megtétele után.
A 15,800-as kilométerszelvénye táján az út Nagyszénás területére ér, a településhatár átlépését egy nagyobb irányváltás is jelzi. 20,5 kilométer után mellésimulnak kelet felől a Mezőtúr–Battonya-vasútvonal vágányai, kevéssel ezután elhalad a már megszűnt Pálmatér megállóhely teherrakodója, majd a Nagyszénási repülőtér mellett is. 23,5 kilométer után lép be Nagyszénás házai közé, ott a vasút újból különválik az úttól, ami a Hősök útja nevet veszi fel. Elhalad a Nagyboldogasszony-templom mellett, majd kiágazik belőle a 44 308-as út Nagyszénás vasútállomásra, rögtön ezután pedig egy körforgalomba ér: itt a 4642-es utat keresztezi, amely Gyomaendrőd és Szentes közt húzódva itt 35,3 kilométer megtételén jár túl.
A település központjától dél felé az út már az Orosházi út nevet viseli, így éri el a belterület déli szélét, 25,8 kilométer után. A 28,400-as kilométerszelvényét elhagyva lép át Orosháza területére, ahol először Pusztaszenttornya külterületi városrészen halad keresztül, 30,3 kilométer után; ugyanott kiágazik belőle kelet felé a 44 314-es út a vasút egy megszűnt megállóhelyéhez. A 32. kilométere után a vasút vonala ismét melléhúzódik, és együtt folytatódnak; az út így is ér véget, még mielőtt elérné a 47-es főút 164-es kilométerénél lévő, külön szintű kereszteződést.
A két út így nem találkozik, a forgalom egyikről a másikra a 44 701-es számot viselő, széles ívben húzódó átkötő úton juthat át. A 4404-es egyenes folytatásában, a belváros felé vezető út – úgy tűnik – már önkormányzati útnak minősül, bár a kira.gov.hu térképe ezt az útszámot még a belvárosi szakaszon is feltünteti, a Szarvasi út – Raksányi Imre út – Szőlő körút útvonalra vonatkozóan, egészen addig a pontig, ahol a Szőlő körút el nem éri a 4407-es utat, annak 13,500-as kilométerszelvényénél.
Teljes hossza, az országos közutak térképes nyilvántartását szolgáló kira.gov.hu adatbázisa szerint 33,044 kilométer.

## Települések az út mentén
- Szarvas
- (Csabacsűd)
- Nagyszénás
- Orosháza

## Története
1934-ben a kereskedelem- és közlekedésügyi miniszter 70 846/1934. számú rendelete a teljes mai szakaszát harmadrendű főúttá nyilvánította, 418-as útszámozással. A döntés annak ellenére született meg, hogy – a rendelet alapján, illetve annak vizuális bemutatására készült, 1937-ben kiadott közlekedési térkép tanúsága szerint – még csak egy kisebb része épült ki, Nagyszénás és Orosháza között, a többi szakaszát a térkép még kiépítetlenként jelölte.